# کنتربری ۳۵۶۳
سیارک ۳۵۶۳ (به انگلیسی: 3563 Canterbury، نامگذاری:1985FE) سه هزار و پانصد و شصت و سومین سیارک کشف شده‌است که در ۲۳ مارس ۱۹۸۵ کشف شد.
قدر مطلق سیارک برابر ۱۱٫۹۰ است.